# Brigitte Schleusing
Brigitte Schleusing (* 4. Mai 1937 in Waren) ist eine deutsche Gebrauchsgrafikerin und Illustratorin.

## Leben und Werk
Brigitte Schleusing studierte von 1956 bis 1961 an der Kunsthochschule Berlin-Weißensee und arbeitete danach in Berlin freischaffend als Gebrauchsgrafikerin, vor allem als Kinderbuch-Illustratorin für den Altberliner Verlag Lucie Groszer, den Kinderbuchverlag Berlin, den Verlag Junge Welt, den Verlag Karl Nitzsche Niederwiesa und nach der deutschen Wiedervereinigung für den Sellier-Verlag München. Sie war Mitglied des Verbands Bildender Künstler der DDR.
In der Kinder- und Jugendbuchabteilung der Staatsbibliothek zu Berlin befindet sich ein umfangreiches Depositum von ihr illustrierter Bücher.
Brigitte Schleusing war bis zu dessen Tod mit dem Gebrauchsgrafiker Thomas Schleusing verheiratet.

## Ausstellungen (unvollständig)
- 1979: Berlin, Ausstellungszentrum am Fernsehturm („Buchillustrationen in der DDR. 1949 – 1979“)
- 1979, 1982 und 1986: Berlin, Bezirkskunstausstellungen
- 1982/1983 und 1987/1988: Dresden, IX. und X. Kunstausstellung der DDR